# Persona (film)
Persona este un film realizat, scris, regizat și produs de regizorul suedez Ingmar Bergman, lansat în 1966, avându-le ca protagoniste pe actrițele suedeză Bibi Andersson și norvegiană Liv Ullmann. 
Bergman a considerat mereu acest film ca fiind unul dintre cele mai importante ale sale.  Astfel, în cartea sa Imagini, regizorul suedez scrie, "Astăzi cred că în (filmul) Persona -- și apoi mai târziu în (filmul) Plânsete și șoapte -- am mers atât de departe cât am putut merge. În aceste două cazuri de totală libertate (artistică), am atins secrete care nu pot fi spuse în cuvinte, și pe care doar cinematografia le poate descoperi." .  Tot atunci, Bergman a adăugat:
| “ | Cu diferite ocazii, am spus ca Persona mi-a salvat viața - și aceasta nu este o exagerare. Dacă nu aș fi avut curajul de a face acest film, aș fi fost probabil total devastat. Un lucru semnificativ, pentru prima dată nu mi-a păsat dacă rezultatul va fi un succes comercial [sau nu] ... | ” |

## Conținut
Filmul tratează relația dintre două femei, Elisabet, o actriță care înregistrase numeroase succese anterioare unui spectacol al piesei Electra, în timpul căreia devine mută, și Alma (care semnifică suflet în spaniolă și portugheză), sora medicală desemnată îngrijirii condiției sale. Unii critici au interpretat filmul ca fiind inspirat de piesa Cel (mai) puternic, a dramaturgului suedez August Strindberg.

## Aprecieri critice
Persona este considerat, de către numeroși critici și realizatori de filme, ca fiind unul dintre cele mai importante filme realizate vreodată. Eseista și scriitoarea Susan Sontag este unul din criticii de film care a scris extensiv despre acest film, numindu-l "capodopera lui Berman".  Un alt critic a caracterizat Persona ca fiind "una dintre cele mai mari opere de artă ale secolului (XX)". Publicația de specialitate Sight and Sound a cotat filmul, într-unul din sondajele sale de opinie, ca fiind al cincilea dintr-o listă scurtă desemnând primele zece filme ale tuturor timpurilor.
Persona a fost unul dintre cele zece filme favorite ale cineastului rus Andrei Tarkovski.